# Chiesa dei Santi Cosma e Damiano a Porta Nolana
La chiesa dei Santi Cosma e Damiano a Porta Nolana è un luogo di culto di Napoli, sito in piazza Nolana, lungo il corso Garibaldi.

## Storia e descrizione
La chiesa originaria fu eretta nel 1611 dal lato opposto della strada, sul fianco destro della Porta Nolana, dal Collegio dei Medici Napoletani, che la dedicarono ai Santi Cosma e Damiano quali loro patroni; fu poi abbattuta verso la metà del XIX secolo per ampliare la strada.
L'edificio attuale, di fronte alla Porta Nolana, fu eretto nel 1852 su progetto di Luigi Giura, il quale si occupò del grande progetto della strada dei fossi, e in seguito divenne sede parrocchiale. Oggi la parrocchia ospita anche una cappellania etnica per gli immigrati polacchi.
L'esterno è una mescolanza di temi neoromanici e neorinascimentali.
L'interno contiene diverse opere d'arte: cinque tele barocche, di cui una proveniente dalla vecchia chiesa e quattro concesse dal Real Museo Borbonico, fra le quali spiccano una copia da Correggio e una da Rubens. Sono presenti inoltre altari marmorei, decorazioni e sculture lignee di epoca rococò.